# Latrille
Latrille település Franciaországban, Landes megyében. Lakosainak száma 167 fő (2022. január 1.). Latrille Ségos, Aire-sur-l’Adour, Miramont-Sensacq, Saint-Agnet és Sorbets községekkel határos.

## Népesség
A település népességének változása:
| Lakosok száma | 185  | 164  | 165  | 170  | 154  | 147  | 156  | 162  | 165  | 167  |
|               | 1968 | 1982 | 1990 | 2006 | 2013 | 2015 | 2017 | 2019 | 2020 | 2022 |